# Lega Nazionale A 2016 (football americano)
La Lega Nazionale A 2016 è la 31ª edizione del campionato di football americano di primo livello, organizzato dalla SAFV.

## Squadre partecipanti
| Club                    | Città      | Stadio | Sponsor ufficiale | Risultato nella stagione 2015 |
| ----------------------- | ---------- | ------ | ----------------- | ----------------------------- |
| Bern Grizzlies          | Berna      |        |                   | Finalisti LNA                 |
| Calanda Broncos         | Landquart  |        |                   | Vincitori XXX Swiss Bowl      |
| Gladiators Beider Basel | Basilea    |        |                   | Semifinalisti LNA             |
| Lausanne LUCAF Owls     | Losanna    |        |                   | Promossi da Lega B            |
| Winterthur Warriors     | Winterthur |        |                   | Semifinalisti LNA             |
| Zürich Renegades        | Zurigo     |        |                   | Quinto posto in LNA           |

## Stagione regolare

### Calendario

#### 1ª giornata
| Coira 28 marzo 2016, ore 14:00 CEST | Calanda Broncos | 42 – 26 | Bern Grizzlies | Sportplatz Ringstrasse |

#### 2ª giornata
| Basilea 3 aprile 2016, ore 14:00 CEST | Gladiators Beider Basel | 20 – 14 | Winterthur Warriors | Stadio di atletica leggera St. Jakob |

| Chavannes-près-Renens 3 aprile 2016, ore 14:00 CEST | Lausanne LUCAF Owls | 40 – 17 | Zürich Renegades | Centro sportivo |

#### 3ª giornata
| Coira 10 aprile 2016, ore 14:00 CEST | Calanda Broncos | 38 – 20 | Gladiators Beider Basel | Sportplatz Ringstrasse |

| Witikon 10 aprile 2016, ore 14:00 CEST | Zürich Renegades | 14 – 20 | Winterthur Warriors | Sportplatz Looren |

| Berna 10 aprile 2016, ore 14:00 CEST | Bern Grizzlies | 41 – 28 | Lausanne LUCAF Owls | Stadio di atletica leggera Wankdorf |

#### 4ª giornata
| Winterthur 16 aprile 2016, ore 18:00 CEST | Winterthur Warriors | 21 – 20 | Lausanne LUCAF Owls | Sportpark Deutweg |

| Basilea 17 aprile 2016, ore 14:00 CEST | Gladiators Beider Basel | 42 – 22 | Zürich Renegades | Stadio di atletica leggera St. Jakob |

#### 5ª giornata
| Witikon 24 aprile 2016, ore 14:00 CEST | Zürich Renegades | 21 – 27 | Bern Grizzlies | Sportplatz Looren |

#### 6ª giornata
| Witikon 30 aprile 2016, ore 17:00 CEST | Zürich Renegades | 21 – 42 | Calanda Broncos | Sportplatz Looren |

| Winterthur 1º maggio 2016, ore 14:00 CEST | Winterthur Warriors | 21 – 0 | Gladiators Beider Basel | Sportpark Deutweg |

| Chavannes-près-Renens 1º maggio 2016, ore 14:00 CEST | Lausanne LUCAF Owls | 7 – 26 | Bern Grizzlies | Centro sportivo |

#### 7ª giornata
| Coira 7 maggio 2016, ore 18:00 CEST | Calanda Broncos | 28 – 13 | Zürich Renegades | Sportplatz Ringstrasse |

| Chavannes-près-Renens 8 maggio 2016, ore 14:00 CEST | Lausanne LUCAF Owls | 12 – 13 | Gladiators Beider Basel | Centro sportivo |

#### 8ª giornata
| Winterthur 16 maggio 2016, ore 14:00 CEST | Winterthur Warriors | 26 – 27 | Calanda Broncos | Sportpark Deutweg |

#### 9ª giornata
| Basilea 22 maggio 2016, ore 14:00 CEST | Gladiators Beider Basel | 20 – 22 | Lausanne LUCAF Owls | Stadio di atletica leggera St. Jakob |

| Berna 22 maggio 2016, ore 14:00 CEST | Bern Grizzlies | 25 – 21 | Winterthur Warriors | Stadio di atletica leggera Wankdorf |

#### 10ª giornata
| Winterthur 28 maggio 2016, ore 18:00 CEST | Winterthur Warriors | 21 – 14 | Zürich Renegades | Sportpark Deutweg |

| Basilea 29 maggio 2016, ore 14:00 CEST | Gladiators Beider Basel | 9 – 35 | Bern Grizzlies | Stadio di atletica leggera St. Jakob |

| Chavannes-près-Renens 29 maggio 2016, ore 14:00 CEST | Lausanne LUCAF Owls | 49 – 66 | Calanda Broncos | Centro sportivo |

#### 11ª giornata
| Winterthur 4 giugno 2016, ore 18:00 CEST | Winterthur Warriors | 20 – 36 | Bern Grizzlies | Sportpark Deutweg |

| Coira 5 giugno 2016, ore 14:00 CEST | Calanda Broncos | 52 – 26 | Lausanne LUCAF Owls | Sportplatz Ringstrasse |

| Witikon 5 giugno 2016, ore 14:00 CEST | Zürich Renegades | 0 – 7 () | Gladiators Beider Basel | Sportplatz Looren |

#### 12ª giornata
| Chavannes-près-Renens 12 giugno 2016, ore 14:00 CEST | Lausanne LUCAF Owls | 21 – 34 | Winterthur Warriors | Centro sportivo |

| Basilea 12 giugno 2016, ore 14:00 CEST | Gladiators Beider Basel | 39 – 32 | Calanda Broncos | Stadion Rankhof |

| Berna 12 giugno 2016, ore 14:00 CEST | Bern Grizzlies | 34 – 6 | Zürich Renegades | Grosse Allmend |

#### 13ª giornata
| Coira 18 giugno 2016, ore 18:00 CEST | Calanda Broncos | 52 – 7 | Winterthur Warriors | Sportplatz Ringstrasse |

| Berna 18 giugno 2016, ore 18:00 CEST | Bern Grizzlies | 24 – 26 | Gladiators Beider Basel | Stadio di atletica leggera Wankdorf |

### Recupero
| Berna 26 giugno 2016, ore 14:00 CEST | Bern Grizzlies | 35 – 45 | Calanda Broncos | Stadio di atletica leggera Wankdorf |

| Witikon 26 giugno 2016, ore 14:00 CEST | Zürich Renegades | 0 – 50 (d.g.s.) | Lausanne LUCAF Owls | Sportplatz Looren |

### Classifica
La classifica della regular season è la seguente:
- PCT = percentuale di vittorie, G = partite giocate, V = partite vinte, P = partite perse, PF = punti fatti, PS = punti subiti
- La qualificazione ai playoff è indicata in verde
- L'ultima classificata sfida la vincente della Lega B per la partecipazione alla LNA 2017 (giallo)

| Pos. | Squadra                 | PCT  | G  | V | P  | PF  | PS  |
| ---- | ----------------------- | ---- | -- | - | -- | --- | --- |
| 1    | Calanda Broncos         | .900 | 10 | 9 | 1  | 424 | 262 |
| 2    | Bern Grizzlies          | .700 | 10 | 7 | 3  | 309 | 225 |
| 4    | Gladiators Beider Basel | .600 | 10 | 6 | 4  | 196 | 220 |
| 3    | Winterthur Warriors     | .500 | 10 | 5 | 5  | 205 | 229 |
| 5    | Lausanne LUCAF Owls     | .300 | 10 | 3 | 7  | 275 | 290 |
| 6    | Zürich Renegades        | .000 | 10 | 0 | 10 | 128 | 311 |

## Playoff

### Tabellone
|  | Semifinali | Semifinali              | Semifinali |                |    | XXXI Swiss Bowl | XXXI Swiss Bowl | XXXI Swiss Bowl |  |
|  |            |                         |            |                |    |                 |                 |                 |  |
|  | 1          | Calanda Broncos         | 52         |                |    |                 |                 |                 |  |
|  | 1          | Calanda Broncos         | 52         |                |    |                 |                 |                 |  |
|  | 4          | Winterthur Warriors     | 21         |                |    |                 |                 |                 |  |
|  | 4          | Winterthur Warriors     | 21         |                | 1  | Calanda Broncos | 35              |                 |  |
|  |            |                         |            |                | 1  | Calanda Broncos | 35              |                 |  |
|  |            |                         | 2          | Bern Grizzlies | 42 |                 |                 |                 |  |
|  | 3          | Gladiators Beider Basel | 2          | Bern Grizzlies | 42 | 13              |                 |                 |  |
|  | 3          | Gladiators Beider Basel |            |                |    |                 |                 |                 |  |
|  | 2          | Bern Grizzlies          | 34         |                |    |                 |                 |                 |  |

### Semifinali
| Coira 2 luglio 2016, ore 17:00 | Calanda Broncos | 52 – 21 | Winterthur Warriors | Stadion Ringstrasse |

| Berna 3 luglio 2016, ore 14:00 | Bern Grizzlies | 34 – 13 | Gladiators Beider Basel | Stadio di Atletica leggera Wankdorf |

### Playout
| Ginevra 3 luglio 2016, ore 14:00 | Geneva Seahawks | 37 – 7 | Zürich Renegades | Centre Sportif de Vessy |

### XXXI Swiss Bowl
| Basilea 9 luglio 2016, ore 18:00 | Calanda Broncos | 35 – 42 | Bern Grizzlies | Stadion Rankhof |

## Verdetti
- Bern Grizzlies Campioni di Svizzera 2016
- Zürich Renegades relegati in Lega B 2017